# Rogner Bad Blumau

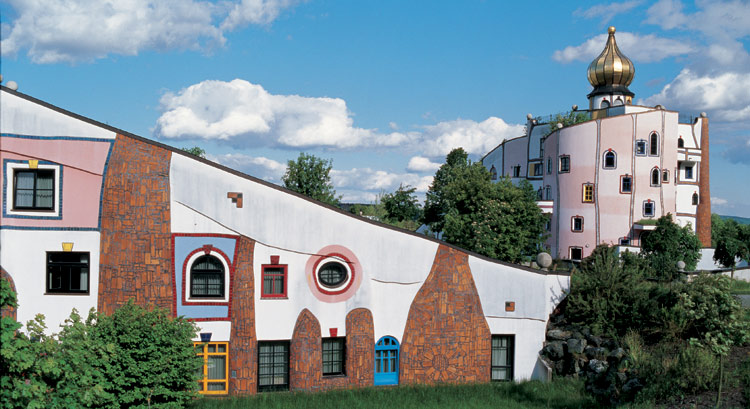
Das Stammhaus mit der goldenen Kuppel und ein Ausschnitt des Ziegelhauses.

Das Rogner Bad Blumau ist ein Thermalbad und Hotel in Bad Blumau im Oststeirischen Hügelland im Thermen- und Vulkanland Steiermark. Es gehört zur Hotelkette Rogner International Hotels & Resorts.
Die Hotel- und Thermalanlage wurde von Friedensreich Hundertwasser gestaltet, die Planung erfolgte durch den Architekten Peter Pelikan. Die Besonderheit der Anlage sind die bewaldeten Dächer, organische Formen, bunte Fassaden und goldene Kuppeln sowie die rund 330 bunten Säulen und mehr als 2400 Fenster, von denen keines dem anderen gleicht.

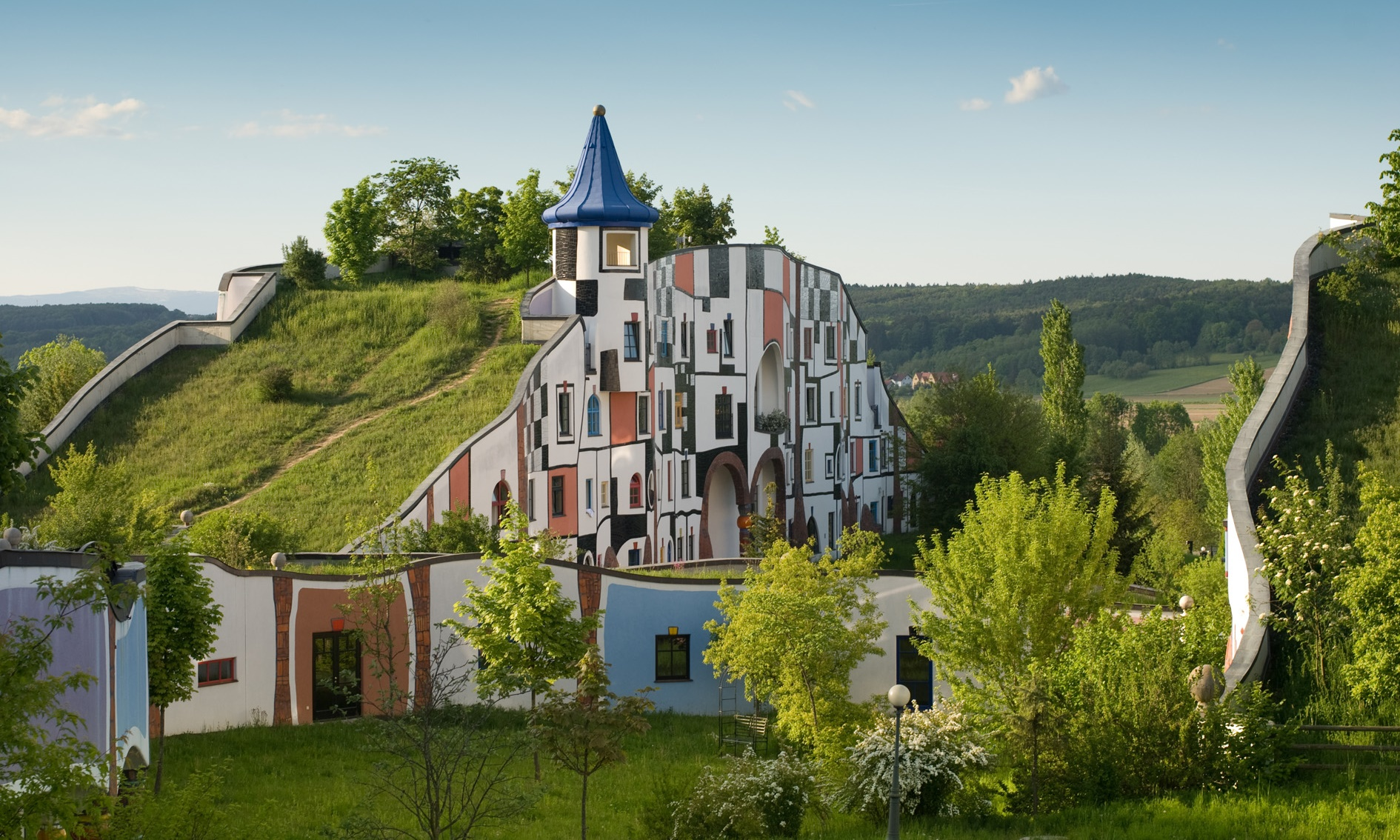
Das Kunsthaus im Rogner Bad Blumau ist dem ebenfalls von Friedensreich Hundertwasser entworfenen Kunsthaus in Wien nachempfunden.

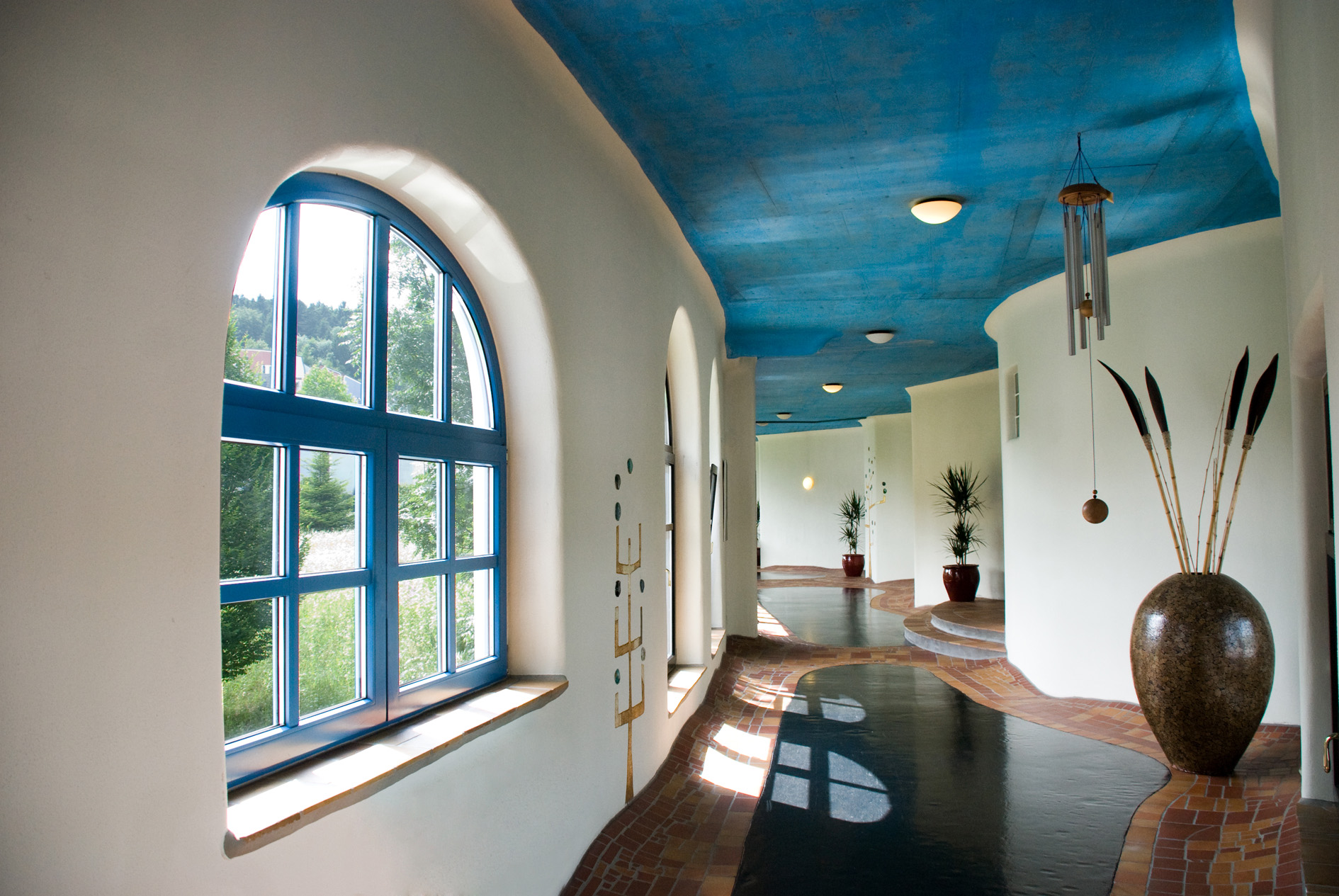
Verbindungsgänge

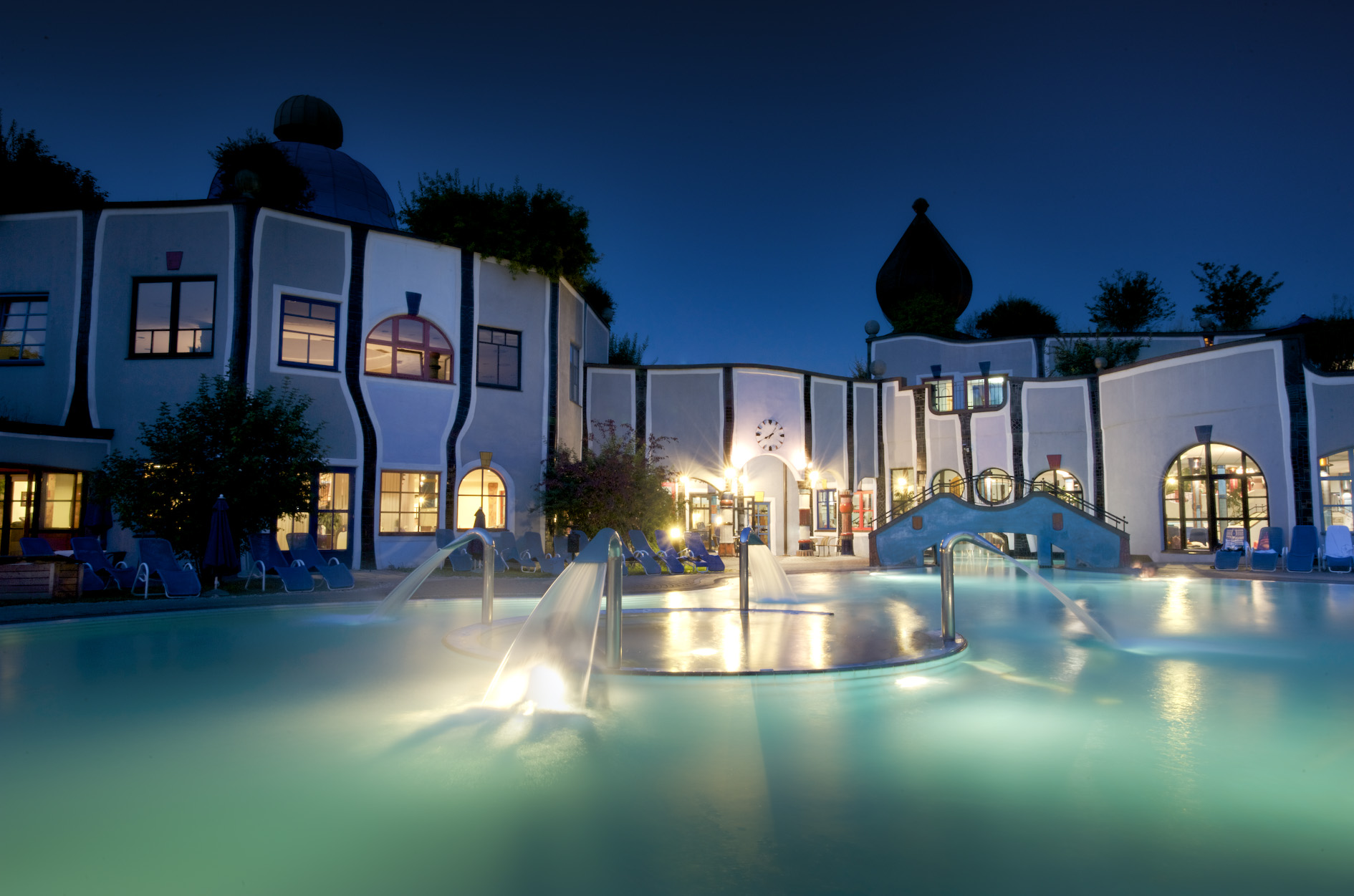
Außentherme

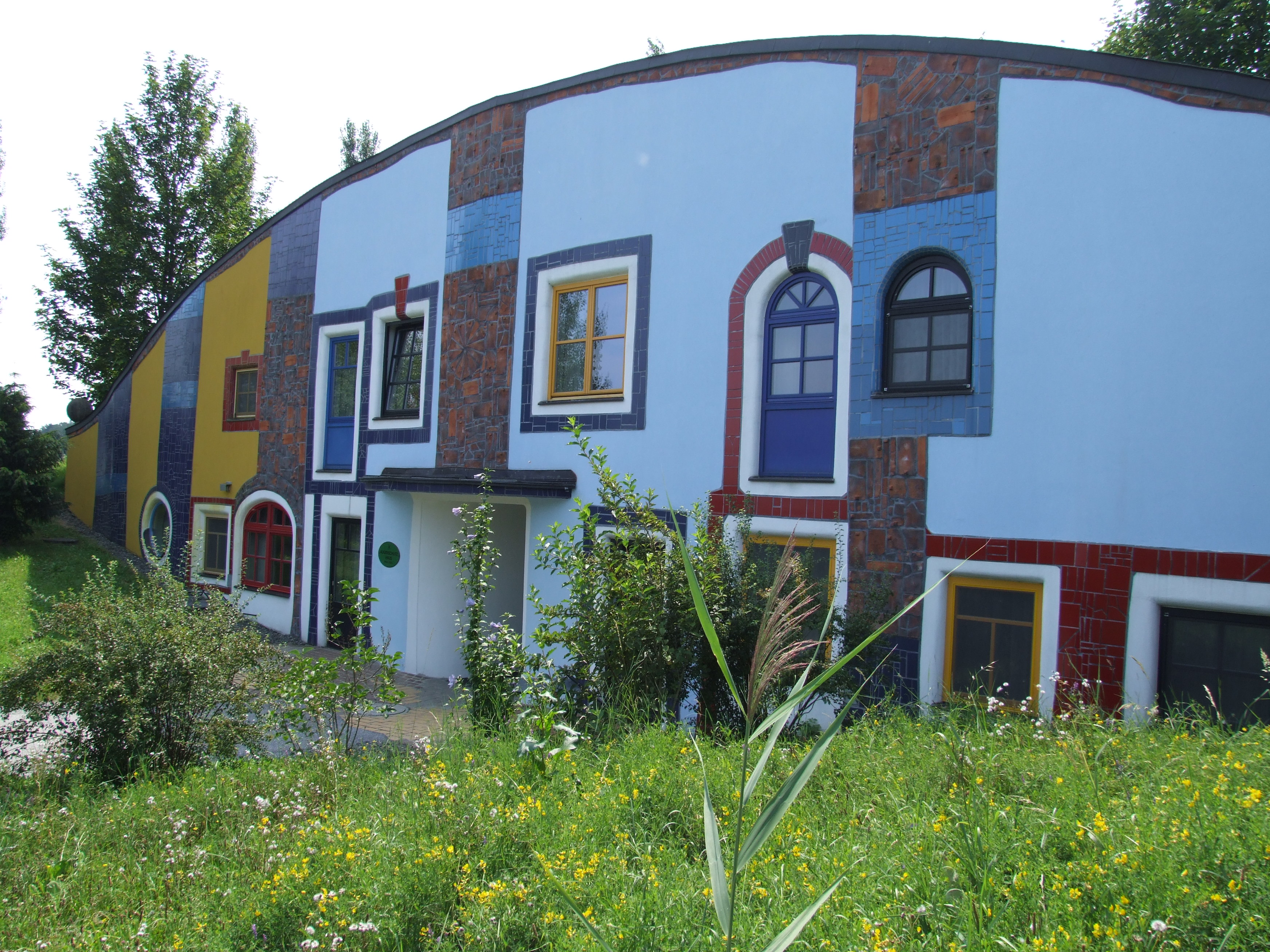
Eines der Augenschlitzhäuser

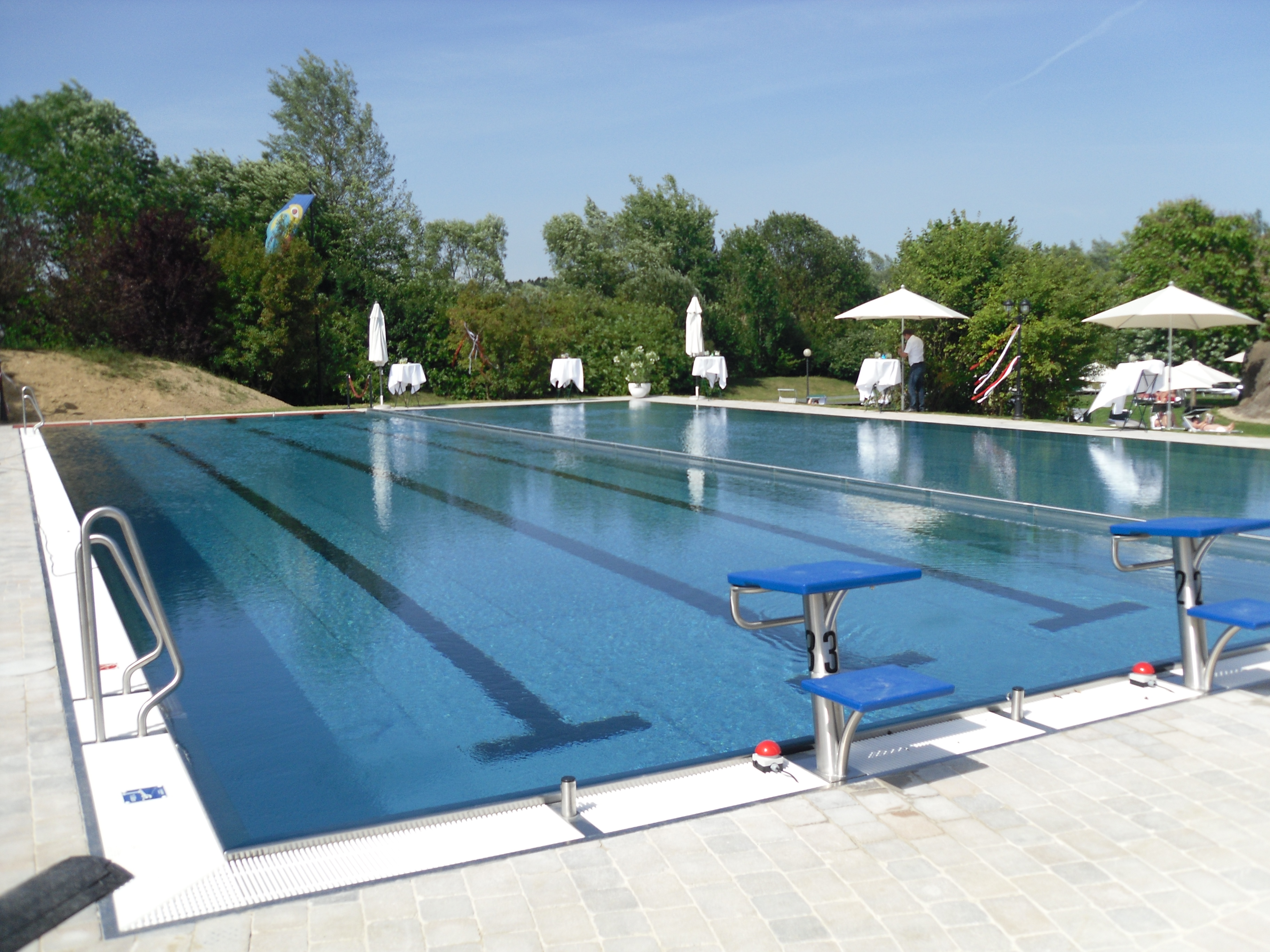
Sport- und Trainingsbecken

## Geschichte

### Heilwasser statt Erdöl
Bereits in den 1970er Jahren wurde in der Region rund um Bad Blumau von der Rohöl-Aufsuchungs AG (RAG) nach Erdöl und Erdgas gebohrt. Anstelle von Öl und Gas wurde bei nahezu 3000 Metern Tiefe 100 °C heißes Wasser gefunden. Daraufhin wurde die Bohrung wieder verschlossen. Angeregt durch die allgemeine touristische Entwicklung in der Region, wandte sich einige Jahre später die Gemeinde, allen voran der damalige Gemeindesekretär Karl Semmler, an Robert Rogner. Dieser prüfte den Standort und ließ mit Zustimmung der steirischen Landesregierung die Quelle wieder fließen. Tatsächlich fand man heißes, eruptives Heilwasser, dessen Qualität die Erwartungen übertraf. Zur Nutzung des Heilwassers projektierte Robert Rogner Badeanlagen und in zwei Baustufen sollte ein Feriendorf geschaffen werden.

### Heilwasser und Hundertwasser
Das Feriendorf in Bad Blumau war bereits bis ins Detail geplant, als am 15. Jänner 1992 Robert Rogner im Schloss Schönbrunn in Wien den Künstler Friedensreich Hundertwasser traf und ihn zu einer Zusammenarbeit bewegte. 1993 begann der Bau eines Heilbades auf einem 40 Hektar großen Gelände, das Rogner 25 Landwirten abgekauft hatte. Vier Jahre später, am 10. Mai 1997, wurde das Rogner Bad Blumau eröffnet.

### Strom aus Erdwärme
In Umsetzung des Gedankens der Naturnähe besitzt das Hotel seit August 2001 ein Geothermiekraftwerk. Mit einer Anlage von Ormat Technologies wird 180 kW Strom aus der Vulkania-Heilquelle gewonnen, ein 110 Grad heißes hochmineralisiertes Wasser, das aus 2843 Meter Tiefe gefördert wird. Nach der Stromerzeugung hat das Wasser noch 85 Grad. Dies reicht aus, um selbst bei einer Außentemperatur von minus 20 Grad die gesamte Anlage des Rogner Bad Blumau zu beheizen. Umgerechnet entspricht dies in der kalten Jahreszeit einer Energieersparnis von rund 6.800 Liter Heizöl pro Tag.

### Geomantischer Pfad
Eine weitere Umsetzung zur Naturnähe ist der geomantische Pfad, der vom Steinkünstler und „Erdheiler“ Marko Pogačnik unter Beachtung seiner esoterischen Überlegungen angelegt wurde. Nach seiner Ansicht steht Rogner Bad Blumau auf einer als „sensibles Gelände“ bezeichneten Fläche, der eine Vielzahl von „Kraftbrennpunkten“ mit „Naturintelligenz“ zugeschrieben wird. Künstlerisch wurden dafür ausgewählte Plätze mit „Zentren der Vitalenergie“ durch 19 „Lithopunktursteinen“ gestaltet und zu einem gerichteten Pfad umgesetzt, der seinerseits für die Einrichtung werbewirksam ist. Es wurden für den Besucher des Pfades die „Energien des Geländes“ durch entsprechend geformte Plastiken kenntlich und nachvollziehbar gemacht und so für die Heilung des Nutzers vermittelt.